# Дулевич, Харис
Харис Дулевич (босн. Haris Duljević; 16 ноября 1993, Сараево, Босния и Герцеговина) — боснийский футболист, полузащитник..

## Клубная карьера
Дулевич, родившийся в Сараево, начал свою игровую карьеру в местном клубе «Нови Град», который входит в систему «Олимпика» — клуба боснийской премьер-лиги. Он не дождался приглашения в основную команду и отправился в «Челик».
После 6 месяцев в «Челике» Дулевич вернулся в «Олимпик», руководство которого пообещало расширить его роль на поле. Однако его дебют состоялся только в конце сезона. В сезоне 2012/13 он стал игроком основы, а также забил свой первый гол в домашнем матче против «Вележа». Всего за сезон он провел 25 игр, а тот гол остался единственным. Следующий сезон сложился ещё удачнее. Дулевич забил 2 мяча в первых двух играх чемпионата. Он окончательно закрепился на позиции стартового вингера, где смог применить свои скорость и технику.
Перед сезоном 2014/15 он принял решение перейти в ФК «Сараево», поскольку хотел сыграть в международном турнирах. Дулевич быстро стал одним из самых ценных игроков атаки. Большинство своих голов он забивал в играх с сильными соперниками.
4 августа 2017 года Дульевич в качестве свободного агента перешел в «Динамо» из Дрездена. За немецкий клуб дебютировал 27 августа в матче против «Бохума». Три месяца спустя он забил свой первый гол за «Динамо», победив «Фортуну» из Дюссельдорфа.
30 июля 2019 года Дулевич стал игроком французскую клуба «Ним». Две недели спустя он дебютировал в матче против «Пари Сен-Жермен». 10 февраля 2021 он забил свой первый гол за Ним в матче Кубка Франции против «Ниццы». 19 июня того же года по обоюдному согласию был расторгнут контракт.
В сентябре Дулевич перешёл в «Ганзу», подписав двухлетний контракт.

## Международная карьера
Когда Мехмед Баждаревич возглавил национальную команду Боснии и Герцеговины, он решил, что нужно использовать как можно больше игроков из боснийского чемпионата. Дулевич попал в число самых перспективных игроков, так как команда нуждалась в вингерах. До марта 2016 года он не получал вызовов, но затем провел 2 товарищеских матча: против Швейцарии и Люксембурга.

## Достижения
«Сараево»
- Чемпион Боснии и Герцеговины: 2014/15